# Бохенець (Свентокшиське воєводство)
Бохенець (пол. Bocheniec) — село в Польщі, у гміні Малогощ Єнджейовського повіту Свентокшиського воєводства.
Населення — 509 осіб (2011).
У 1975-1998 роках село належало до Келецького воєводства.

## Демографія
Демографічна структура на день 31 березня 2011 року:
|          | Загалом | Допрацездатний вік | Працездатний вік | Постпрацездатний вік |
| -------- | ------- | ------------------ | ---------------- | -------------------- |
| Чоловіки | 258     | 47                 | 178              | 33                   |
| Жінки    | 251     | 49                 | 148              | 54                   |
| Разом    | 509     | 96                 | 326              | 87                   |